# Carrier IQ
Carrier IQとは2005年にカリフォルニア州マウンテンビューで設立されたアメリカ合衆国の公開会社でない株式会社である。無線産業向けにスマートフォンの分析診断結果を提供する業務を行なっており、自社のソフトウェアは世界中で1億5000万台以上の端末にインストールされているとCarrier IQは発表している。

## 製品
IQ Agentとは一般的にプリインストールされるソフトウェアで端末メーカーやネットワーク運営業者に代わって蓄積転送データの診断結果を収集する。端末のメトリクス（例としてファームウェア、バッテリー残量、アプリケーションの動作パフォーマンス、ウェブパフォーマンス）や端末と電波塔間の音声通話やデータ通信のパフォーマンスに関するデータが収集される。「プロフィール」として知られる一つの基準に従って携帯端末メーカーやネットワーク運営業者はどの実際に収集されたメトリクスを採用するか決定する。IQ Agentはバックグラウンドで動作する。ユーザーは電源をオンオフしない限り通常は存在を認識できない。
IQ Agentは定期的に収集したデータをCarrier IQのMSIP (Mobile Service Intelligence Platform)システムにアップロードし、ネットワーク運営業者のパフォーマンスモニターや診断ツールに転送される。いつ携帯端末がデータをアップロードしてもIQ Agentは収集されたメトリクスのセレクションを変えるために新たなプロフィールをダウンロードできる。
最初にIQ Agentを組み込んだ端末が出荷された2006年以降、スマートフォン(Android, RIM, iPhone)やUSBモデム、タブレットを含む多数の端末やOSで稼働するようになった。
MSIP (Mobile Service Intelligence Platform)はIQ Agentが搭載された端末から直接解析データを受け取ったCarrier IQソフトウェアをバックエンドで参照する。このプラットフォームは多数の端末からデータを集め、端末メーカーやネットワーク運営業者が提供サービスを査定するときや携帯端末やネットワークの不具合を修正するために使用出来るKPI(key performance indicators)を生成する。
Analytics Domainsとは特定のKPIの計算するためのシステムを可能にするMSIPの構成物である。Carrier IQの最初のAnalytics DomainsはCDMA信号方式で始まり、後にUMTS（GSMネットワーク対応の第三世代携帯電話技術）、LTE (4G LTEとして標準化)、端末の安定性やバッテリー、アプリケーションパフォーマンスのための端末固有ドメインで使用されるようになった。
IQ Insightとはウェブ型GUIで見ることの出来る、収集、解析、MSIPによって生成されたKPIを提供するアプリケーションのセットである。地理空間もしくは平面的に問題（例えば通話切断やサービスのない状態など）を見たデータを提供したり、KPIのクロスドメイン解析を可能にする。
IQ Careとはネットワーク運営業者や携帯端末ユーザーのサポートスタッフ向けのダッシュボードツールである。携帯端末ユーザーがサポートやトラブルシューティングで問い合わせた時、サポートスタッフはIQ Careを使ってユーザーの端末の設定（例として携帯端末のシリアルナンバー、ファームウェアのバージョン）や使用歴（例としてインストールアプリケーション数やバッテリーの寿命）や他ユーザーのエクスペリエンスメトリクス（例として端末やアプリケーションのクラッシュデータ、電波に関する技術的解析）を参照する。

## 歴史
Carrier IQはコンスタンティン・オスマがコア・モビリティ・カンパニーから独立する形で設立し、Mobile Service Intelligence Platform (MSIP)や対応ソフトウェアを「収集し、解析し、無線通信事業者や端末メーカーに提供する。この情報は彼らの顧客のエクスピリエンスのクオリティを理解するためのこれらのビジネスのために価値のあるリソースになることを証明する。」と銘打っている。
2009年1月27日、マーク・クインリバンCEOがCarrier IQはインテルキャピタル、プレシディオ・ベンチャーズ、住友商事よりシリーズCのファイナンシングとして2000万ドルを調達したと発表した。
2009年2月9日、華為技術と「携帯ブロードバンドユーザーのエクスピリエンスの改善されたフィードバックを提供する新しいデータカード」を開発する目的で提携したと発表した。
2009年2月17日、NECとグローバルパートナーシップを結んだ。
2009年6月17日、TiEのTiE50アウォードにおいて「最もホットなグローバル飛躍企業の一社」に選出された。
2010年6月16日、ブリッジスケール・パートナーズがシリーズDのファイナンシングとして1200万ドルを提供すると発表した。
2010年10月18日、ビジョンモバイルはCarrier IQを自社ソフトが端末100万台にインストールされた実績で「100 Million Club」に入ったことを発表した。
2011年3月22日、Carrier IQはLTEやHSPA+を含めた4G技術のためのモバイルインテリジェンスを発表した。
2011年8月31日、モーア・ダビドウ・ベンチャーズのオペレーティングパートナーだったラリー・レンハートがCEOに就任した。2011年第2四半期にCarrier IQが処理済みの解析データがペタバイトにまで達したことと同時に発表された。。
2011年10月19日、Carrier IQとサードパーティベンダーのニールセン・カンパニーとデータ解析での提携を発表。
2011年10月27日、IDCがCarrier IQを「1億ドルの下で革新的なビジネスを行う解析企業」と評する。
2011年11月12日、トレヴァー・エッカートが、Carrier IQのソフトウェアがユーザーのキーストロークを記録している事を指摘するレポートを発表した。
2012年2月27日、Carrier IQはIQ Careプラットフォームをモバイルオペレータが顧客に、直接的に見られる彼らの携帯端末のエクスピリエンスを提供できるように拡張すると発表した。
2012年5月8日、Carrier IQがベリゾン社の個人情報問題担当の主席法律顧問だったマグノリア・モブレーに最高プライバシー責任者と顧問弁護士の就任を打診した。

## ルートキットの発見とメディアの注目
2011年11月12日、トレヴァー・エッカートはandroidsecuritytest.comに、Carrier IQは位置などの情報をユーザーへの通知やオプトアウトの許可無く記録され、情報の中には追跡された詳細なキーストロークログもあることが、アメリカ合衆国連邦法を潜在的に侵していると投稿した。同じ16日、Carrier IQはエッカートに対し、エッカートのウェブサイトにおいて自社の研修に関する文書を掲載することが著作権侵害であることと「誤った主張」をしているとして警告状を送付したが、電子フロンティア財団(EFF)はエッカートを支持している。
23日、Carrier IQは警告状を取り下げ謝罪。謝罪表明にてキーロガーや他の追跡フォームの無効化とそれに伴う作業をEFFに依頼するとしている。
28日、エッカートはYouTubeに、さまざまなキーストロークをCarrier IQのソフトウェアがプレーンテキストのようにロギングしていることを主張するビデオをアップロードした。このデモンストレーションでは安全でないウェブサイトのパスワードがクリアテキストで保存されたり、セルラーネットワークが無効化された時に動作することも含まれている。デモンストレーションの映像ではCarrier IQのソフトウェアはキーストロークやブラウザのデータやテキストメッセージのコンテンツを処理していたが、記録や送信される様子は見られなかった。Carrier IQは声明で「そのような情報を引き渡すために設計されているわけでもなければそのためのツールを開発する意図もない。」と返答している。Carrier IQのパブリックウェブサイトにおいてエクスピリエンスマネージャーと呼ばれるデータシートはキャリアが明確に「スクリーンの変化、何のボタンを押したかや、サービスインタラクション、アノマリーを含むエクスピリエンスデータの広大な配列を把握」することができるとしている。
もしエッカートの主張が正しい場合、使用データの送信経緯は「Carrier IQのソフトによるデータ収集はエンドユーザーに告知または関知させる方法でなければならない。」というCarrier IQ自身のプライバシーポリシーと食い違うことになる。

## CarrierIQに対する提訴
以下を含めて多くがCarrierIQを相手取って訴訟を起こしている。
- マサチューセッツ州（刑事・民事）
- アメリカ合衆国司法省（刑事）
- 連邦取引委員会（民事）
- スプリント・ネクステル（民事）
- T-モバイル（民事）
- JMLECS傘下企業[36]（刑事・民事）
- ハーゲンズ・ベルマンによるカリフォルニア州での集団訴訟（不明）[37]

## 検知と除去
Carrier IQを検知する方法はいくつかある。ロギングテストAppスキャナーは定期的なロガーのスキャンで使用されるファイルだけでなくカーネル内（プロップチェック機能を使う）で検知する。これは根深いかどうか関係なく検出する。またこのAppでCIQクライアントの知られたバージョンの隠れたメニューを明らかにすることが出来る。
Carrier IQの除去にはただ一つの特別な方法が必要である。保証外となるがブートローダーのロックを解除すればCarrier IQは大抵除去できる。ロギングテストAppはロギングで使用するファイルを認識するばかりでなく手動パッチ使用かプロバージョンを使用することで自動的に除去できる。

## 最新情報
2011年12月12日、Carrier IQは一般人が出来る事出来ない事を知るためにソフトウェアの詳細を公表すると発表した。文書は「Carrier IQの技術を理解するために(Understanding Carrier IQ Technology)」という題名になっている。文書作成にはダン・ローゼンバグとトレヴァー・エッカートが参加している。19ページの文書には、キャリアの動作する端末とネットワークのパフォーマンスデータを提供するために、キャリアが提供した「プロフィール」のある携帯電話で動作するソフトウェアの技術的詳細が記されている。文書にはまた多くの時間をかけて解答された質問が定期的に更新されるたびに反映される。
2011年12月1日、Carrier IQは11月23日に出した声明に関する「釈明」で「我々の自社製品では携帯電話に記録されているメールや写真などを収集することもしなければSMSメッセージが正常に送信されたかを確認するだけで内容自体を記録送信はしない。アプリケーションのバッテリー消費量は確認するがスクリーンをキャプチャまではしないし、管轄地域の法は順守している。収集したデータは暗号化され保護されている。あくまでも我々はオペレータの代理というだけだ。実際に収集した診断データは携帯電話事業者の顧客が決めたものであり、他のデータは決して収集しない。Carrier IQは何が動作するかしないか携帯電話事業者に対して顧客の代弁をする。また通話が切れる、貧弱な顧客サービス、バッテリーの寿命という3つの不満を顧客から聞いている。我々のソフトウェアは顧客がクレームを言った時に携帯電話の特定の問題をオペレータに素早く認識させるために役だっている。」と説明した。
Carrier IQのソフトウェアは実際に送信する収集されたデータはリアルタイムか、いったん携帯電話で保存した以降でのみ読み出すのかどうかで議論があった。企業はウェブページにてソフトウェアはリアルタイムデータを提供することが出来ると明言している。「Carrier IQのモバイルサービスインテリジェンスソリューションは顧客の携帯電話から直接、正確な『リアルタイム』データを提供することで当て裁量を排除する。」（重点を追加）。
2012年2月、TelecomTVがCarrier IQと共同で「データ・ジレンマ」というパネルディスカッションとディベートを公開、「事業者が顧客のデータを集めるのは顧客への還元のためか、自身のビジネスや財務の改善のためか？」という質問を問いかけた。収録されたパネルディスカッションにはテレフォニカ・ヨーロッパ副会長マイク・ショート、ディスラプティブ・アナライシス創業者ディーン・バブリー、ガートナーのプリンシパル・アナリストであるシャルロット・パトリック、TelecomTV司会者マーティン・ウォーリックが出席した。
2012年5月8日にCarrier IQがマグノリア・モブレーに最高プライバシー責任者就任を打診したニュースはモバイルコミュニケーションにおけるプライバシーに関する議論や記事の新たなラウンドに拍車をかけた。

### 搭載
2011年12月1日、AT&T、スプリント、T-モバイルが自社の携帯電話に搭載されていることを確認した。スプリントは「我々は接続問題をどのように対処するかや我々のネットワーク対応端末ユーザーのエクスピリエンスを理解するために情報収集するが、写真やメールを見ることはない。（中略）収集されたデータは売っていないし、部外者に提供することもない。」と発言している。ベライゾンは4大米国企業で唯一自社の携帯電話に搭載されていない。
Apple、HTC、サムスンは自社の携帯電話にインストールされていたと話す。アップルはiOS 5でアプリケーションのサポートを終了したと述べておりまた、「アップルに送られた診断データは共有するために顧客が積極的にオプトインしなければならない。（中略）我々は決してキーストロークなどの個人情報を記録しないし、計画もしていない。」とも述べている。さらに今後発売される携帯電話にも搭載しないとしている。HTC（エッカートのビデオに登場したAndroid携帯電話のメーカー）は「『アメリカ合衆国での使用台数』を知るのに必要だった。重要なのはHTCがCarrier IQの顧客でもなければ提携相手でもなくCarrier IQ自身やCarrier IQと提携している携帯電話事業者のアプリケーションからデータを受け取っていない。」と述べている。
ノキアやResearch in Motionは自社の携帯電話への搭載を認めたことはないと断言している。
Carrier IQのウェブサイトにはNECの携帯端末や提携関係のボーダフォン・ポルトガルの携帯電話に搭載されていると記載されている。
携帯電話メーカーや携帯電話事業者は声を高らかにソフトウェアは携帯電話システムのモニターとして厳重に使用することと第三者が使用してはならないと述べているが、Carrier IQと提携しているニールセン・カンパニーの2011年10月19日のプレスリリースでは「彼らとともにニールセンの計測とプライバシースタンダードで世界中のタブレットや携帯電話の顧客エクスピリエンスの重要な考察を調達する。この提携は携帯端末とネットワークのパフォーマンスにおける実用的なインテリジェンスを収集するためにCarrier IQの技術プラットフォームを活用することになるだろう。」と述べている。

### 政府の反応
2011年12月1日、プライバシー、技術と法に関するアメリカ合衆国上院司法小委員会委員長のアル・フランケン上院議員がレンハートにCarrier IQが連邦盗聴法 (18 U.S.C. § 2511 et seq.)や電話利用記録装置法 (18 USC § 3121 et seq.)を含めた電気通信におけるプライバシー保護法や通信保存法 (18 U.S.C. § 2701 et seq.)、コンピュータ犯罪取締法 (18 U.S.C. § 1030)を犯していないかなど11問ある質問の回答を求める文書を送った。
情報公開法 (en) に基づき「Carrier IQが開発・配布したプログラムで集められたデータを使用するためのアクセスや診断するためのマニュアル、文書や他に著されたガイダンス」の公開させる要求をFBIは保留中の法執行手続きを理由に拒否した。FBIがCarrier IQによって集められたデータを捜査のために使用しているのではないかという疑惑も浮上している。

### セキュリティ会社の反応
FortinetはCarrier IQをRiskware/CarrierIQ!Androidという定義で、security risk/rootkitと判断した。

## 経営陣
2011年11月現在の経営陣:
- ラリー・レンハート - 会長兼CEO（かつてはモーア・ダビドウに在籍）
- ブルース・リーク（英語版） - WebTV共同創設者
- ジョン・フェイバー - モーア・ダビドウ・ベンチャーズ（英語版）
- マーティン・ギブソン - アクセル・パートナーズ（英語版）
- ブルース・サックス - チャールズ・リバー・ベンチャーズ（英語版）
- ドミニク・エンディコット - ナウタ・キャピタル